# القوزاق: الحروب الأوروبية
القوزاق: الحروب الأوروبية (Cossacks: European Wars) هي لعبة حاسوب من صنف استراتيجية الوقت الحقيقي. صدرت من شركة جي إس سي جيم ورلد. صدرت اللعبة في 24 أبريل 2001. تدور القصة في القرنين السابع عشر والثامن عشر في أوروبا. وتضم ستة عشر أمة من أمم أوروبا في ذلك الوقت، ولكل منها طرزها المعمارية وتقنياتها المضمنة في اللعبة.